# ميلان ميلوجيفيتش
ميلان ميلوجيفيتش (24 أبريل 1989 - ) هو لاعب كرة قدم صربي في مركز الوسط.

## وصلات خارجية
- ميلان ميلوجيفيتش على موقع قاعدة بيانات كرة القدم.إي يو (الإنجليزية)